# Pajapita
Pajapita es un municipio del departamento de San Marcos de la región sur-occidente de la República de Guatemala.

## Demografía
El municipio tiene una población aproximada, para el año 2021, de 23 171 habitantes según el censo de población de 2018, con un porcentaje de 49.0 % de hombres y un porcentaje de 51 % de mujeres. Tiene un porcentaje de 99.10 % de la población es ladina y un porcentaje de 1 % de personas indígenas mayas.

## Geografía física
El municipio de Pajapita tiene una extensión territorial de 84 km².

### Clima
La cabecera municipal de Pajapita tiene clima tropical (Köppen: Am).
| Parámetros climáticos promedio de Pajapita | Parámetros climáticos promedio de Pajapita | Parámetros climáticos promedio de Pajapita | Parámetros climáticos promedio de Pajapita | Parámetros climáticos promedio de Pajapita | Parámetros climáticos promedio de Pajapita | Parámetros climáticos promedio de Pajapita | Parámetros climáticos promedio de Pajapita | Parámetros climáticos promedio de Pajapita | Parámetros climáticos promedio de Pajapita | Parámetros climáticos promedio de Pajapita | Parámetros climáticos promedio de Pajapita | Parámetros climáticos promedio de Pajapita | Parámetros climáticos promedio de Pajapita |
| Mes                                        | Ene.                                       | Feb.                                       | Mar.                                       | Abr.                                       | May.                                       | Jun.                                       | Jul.                                       | Ago.                                       | Sep.                                       | Oct.                                       | Nov.                                       | Dic.                                       | Anual                                      |
| ------------------------------------------ | ------------------------------------------ | ------------------------------------------ | ------------------------------------------ | ------------------------------------------ | ------------------------------------------ | ------------------------------------------ | ------------------------------------------ | ------------------------------------------ | ------------------------------------------ | ------------------------------------------ | ------------------------------------------ | ------------------------------------------ | ------------------------------------------ |
| Temp. máx. media (°C)                      | 33.7                                       | 34.1                                       | 35.0                                       | 34.7                                       | 34.2                                       | 32.7                                       | 33.2                                       | 33.4                                       | 32.8                                       | 32.6                                       | 32.8                                       | 33.0                                       | 33.5                                       |
| Temp. media (°C)                           | 26.4                                       | 26.8                                       | 27.9                                       | 28.3                                       | 28.4                                       | 27.4                                       | 27.6                                       | 27.7                                       | 27.4                                       | 27.3                                       | 26.9                                       | 26.4                                       | 27.4                                       |
| Temp. mín. media (°C)                      | 19.2                                       | 19.5                                       | 20.9                                       | 22.0                                       | 22.7                                       | 22.2                                       | 22.1                                       | 22.1                                       | 22.1                                       | 21.8                                       | 21.0                                       | 19.8                                       | 21.3                                       |
| Precipitación total (mm)                   | 6                                          | 7                                          | 23                                         | 96                                         | 245                                        | 420                                        | 316                                        | 329                                        | 429                                        | 373                                        | 80                                         | 16                                         | 2340                                       |
| Fuente: Climate-Data.org                   |                                            |                                            |                                            |                                            |                                            |                                            |                                            |                                            |                                            |                                            |                                            |                                            |                                            |

### Ubicación geográfica
Pajapita está en el departamento de San Marcos, y está rodeada por municipios del mismo, exceptuando al sureste, en donde colinda con Coatepeque, municipio del departamento de Quetzaltenango:
- Norte: Catarina y El Tumbador
- Este: Nuevo Progreso
- Sur y sureste: Coatepeque, municipio del Departamento de Quetzaltenango
- Oeste: Ayutla
- Noroeste: Catarina[7]

| Noroeste: Catarina | Norte: Catarina El Tumbador |                      |
| Oeste: Ayutla      |                             | Este: Nuevo Progreso |
|                    | Sur: Coatepeque             | Sureste: Coatepeque  |

## Gobierno municipal
Los municipios se encuentran regulados en diversas leyes de la República, que establecen su forma de organización, lo relativo a la conformación de sus órganos administrativos y los tributos destinados para los mismos.  Aunque se trata de entidades autónomas, se encuentran sujetas a la legislación nacional. Las principales leyes que rigen a los municipios en Guatemala desde 1985 son:
| N.º | Ley                                                | Descripción |
| --- | -------------------------------------------------- | --- |
| 1   | Constitución Política de la República de Guatemala | Tiene una regulación legal específica para los municipios en los artículos 253 al 262. |
| 2   | Ley Electoral y de Partidos Políticos              | Ley de carácter constitucional aplicable a los municipios en el tema de la conformación de sus autoridades electas. |
| 3   | Código Municipal                                   | Decreto 12-2002 del Congreso de la República de Guatemala. Tiene la categoría de ley ordinaria y contiene preceptos generales aplicables a todos los municipios, e inclusive contiene legislación referente a la creación de los municipios.             |
| 4   | Ley de Servicio Municipal                          | Decreto 1-87 del Congreso de la República de Guatemala. Regula las relaciones entra la municipalidad y los servidores públicos en materia laboral. Tiene su base constitucional en el artículo 262 de la constitución que ordena la emisión de la misma. |
| 5   | Ley General de Descentralización                   | Decreto 14-2002 del Congreso de la República de Guatemala. Regula el deber constitucional del Estado, y por ende del municipio, de promover y aplicar la descentralización y desconcentración económica y administrativa.                                |

El gobierno de los municipios de Guatemala está a cargo de un Concejo Municipal mientras que el código municipal —que tiene carácter de ley ordinaria y contiene disposiciones que se aplican a todos los municipios de Guatemala— establece que «el concejo municipal es el órgano colegiado superior de deliberación y de decisión de los asuntos municipales […] y tiene su sede en la circunscripción de la cabecera municipal». Por último, el artículo 33 del mencionado código establece que «[le] corresponde con exclusividad al concejo municipal el ejercicio del gobierno del municipio».
El concejo municipal se integra con el alcalde, los síndicos y concejales, electos directamente por sufragio universal y secreto para un período de cuatro años, pudiendo ser reelectos.
Existen también las Alcaldías Auxiliares, los Comités Comunitarios de Desarrollo (COCODE), el Comité Municipal del Desarrollo (COMUDE), las asociaciones culturales y las comisiones de trabajo. Los alcaldes auxiliares son elegidos por las comunidades de acuerdo a sus principios, valores, procedimientos y tradiciones, estos se reúnen con el alcalde municipal el primer domingo de cada mes. Los Comités Comunitarios de Desarrollo y el Consejo Municipal de Desarrollo tiene como función organizar y facilitar la participación de las comunidades priorizando necesidades y problemas.

## Alcaldes de Pajapita desde 1986
Entre los alcaldes que ha habido en el municipio son:
| Nombre                                | Partido/Coalición | Período   |
| ------------------------------------- | ----------------- | --------- |
| Mynor Rogelio Duarte Aguilar          |                   | 1986-1988 |
| Inocente Rubén Cifuentes Recinos      | PR                | 1988-1991 |
| Belarmino Mazariegos Barrios          |                   | 1991-1993 |
| Justo Germán Orozco Monzón            |                   | 1993-1996 |
| Selvyn Edwin Espinoza Cifuentes       |                   | 1996-2000 |
| Rolando Guzmán Méndez                 |                   | 2000-2004 |
| Leonel Elías Mazariegos Barrios       |                   | 2004-2008 |
| Jorge Alberto López Cifuentes         |                   | 2008-2012 |
| Isidro de León López                  |                   | 2012-2016 |
| Walter Manfredo López Valdés          |                   | 2016-2020 |
| Julio César Lam Calderón              |                   | 2020-2024 |
| Hilma Florinda López Navarro de Ramos |                   | 2024-2028 |

## Historia
En la época del ferrocarril en Guatemala —1896 a 1968— el poblado fue beneficiado y desarrollado pues en él se encontraba la estación de Vado Ancho.  El municipio se desarrolló gracias al monopolio ferroviario que tenía la International Railways of Central America (IRCA) en el transporte de carga y pasajeros; sin embargo, tras la construcción de las autopistas de la Carretera Interamericana CA2, las antiguas vías férreas perdieron su importancia y fueron transferidas por IRCA al Estado de Guatemala, que formó la empresa gubernamental Ferrocarriles de Guatemala, FEGUA, la cual poco a poco fue perdiendo relevancia hasta desaparecer en 1996.  En el siglo xxi las instalaciones del ferrocarril se encuentran abandonadas y la estación de Vado Ancho está totalmente deshabitada.
El municipio de Pajapita fue fundado el 31 de marzo de 1920.

## Economía
El municipio se caracteriza especialmente por su producción ganadera. Es llamado "La tierra de los Almendros" ya que es un municipio dedicado a la producción lechera y ganadera. Entre los diferentes productos están:
- Leche
- Queso
- Crema
- Res

## Transporte

### Ferrocarril Panamericano
1. Vado Ancho, Pajapita
2. Coatepeque
3. Caballo Blanco, Retalhuleu
4. Las Cruces, Retalhuleu

El 18 de abril de 1902, por su excelente relación con el presidente Manuel Estrada Cabrera, el farmacéutico y escritor Antonio Macías del Real recibió la concesión del Ferrocarril Panamericano de Guatemala para construir el tramo entre Las Cruces, Retalhuleu y Vado Ancho en Pajapita; sin embargo, no pudo construir la vía hasta Coatepeque y tuvo que ceder sus derechos a la Compañía del Ferrocarril Central, la cual terminó el tramo. El contrato original con Macías del Real había sido firmado por el subsecretario general del Ministerio de Fomento, José Flamenco, y Macías del Real y aprobado por Estrada Cabrera; en el contrato se le autorizó el derecho exclusivo para construir y explotar el ferrocarril de vía estrecha entre Coatepeque y Caballo Blanco, Retalhuleu por veinticuatro años contados a partir en que el ferrocarril se abriera al público. Además, Macías del Real y sus descendientes habrían tenido noventa y nueve años para disfrutar de la explotación del ferrocarril si lo hubiera concluido, al cabo de los cuales la propiedad iba a pasar a manos del Estado; otro derecho era poder utilizar el agua de cualquier manantial para la construcción y obtener gratuitamente una finca de quinientas caballerías de terrenos baldíos cercanos a la línea férrea. Finalmente, se le exoneraba de impuestos a la importación de cualquier material relacionado con la construcción del ferrocarril y las instalaciones del mismo y servicio de correo gratuito. Macías del Real solo habría tenido que hacer un depósito de treinta mil pesos e iniciar las obras antes de dieciséis meses para no perder la concesión.